# Werner Hühner
Werner Hühner (* 13. August 1886 in Helmerkamp bei Celle; † 3. Februar 1966 in Plön) war ein deutscher Offizier, zuletzt Generalleutnant im Zweiten Weltkrieg.

## Leben
Hühner diente als Offizier im Ersten Weltkrieg. Nach Ende des Krieges wurde er in die Reichswehr übernommen und wirkte in verschiedenen Einheiten. In der Wehrmacht führte Hühner im Zweiten Weltkrieg als Kommandeur unter anderem die 61. Infanterie-Division
und vom 8. Dezember 1941 bis 20. März 1942 die 8. Panzer-Division.

## Auszeichnungen
- Eisernes Kreuz (1914) II. und I. Klasse
- Verwundetenabzeichen (1918) in Schwarz
- Spange zum Eisernen Kreuz II. und I. Klasse
- Deutsches Kreuz in Gold am 19. Januar 1942
- Ritterkreuz des Eisernen Kreuzes am 18. April 1943[2][3]